# Avreuil
Avreuil és un municipi francès situat al departament de l'Aube i a la regió del Gran Est. L'any 2007 tenia 170 habitants.

## Demografia

### Població
El 2007 la població de fet d'Avreuil era de 170 persones. Hi havia 72 famílies de les quals 20 eren unipersonals (4 homes vivint sols i 16 dones vivint soles), 24 parelles sense fills, 20 parelles amb fills i 8 famílies monoparentals amb fills.
La població ha evolucionat segons el següent gràfic:
Habitants censats

### Habitatges
El 2007 hi havia 93 habitatges, 70 eren l'habitatge principal de la família, 18 eren segones residències i 5 estaven desocupats. Tots els 89 habitatges eren cases. Dels 70 habitatges principals, 60 estaven ocupats pels seus propietaris, 8 estaven llogats i ocupats pels llogaters i 2 estaven cedits a títol gratuït; 1 tenia una cambra, 6 en tenien dues, 9 en tenien tres, 17 en tenien quatre i 37 en tenien cinc o més. 61 habitatges disposaven pel capbaix d'una plaça de pàrquing. A 27 habitatges hi havia un automòbil i a 32 n'hi havia dos o més.

### Piràmide de població
La piràmide de població per edats i sexe el 2009 era:
| Homes | Edats   | Dones |
| ----- | ------- | ----- |
| 0     | 95 o +  | 0     |
| 0     | 90 a 94 | 0     |
| 4     | 85 a 89 | 4     |
| 0     | 80 a 84 | 4     |
| 0     | 75 a 79 | 4     |
| 8     | 70 a 74 | 4     |
| 20    | 65 a 69 | 0     |
| 4     | 60 a 64 | 12    |
| 4     | 55 a 59 | 8     |
| 0     | 50 a 54 | 0     |
| 8     | 45 a 49 | 12    |
| 4     | 40 a 44 | 8     |
| 12    | 35 a 39 | 4     |
| 0     | 30 a 34 | 0     |
| 4     | 25 a 29 | 4     |
| 8     | 20 a 24 | 0     |
| 0     | 15 a 19 | 12    |
| 8     | 10 a 14 | 4     |
| 0     | 5 a 9   | 4     |
| 4     | 0 a 4   | 0     |

## Economia
El 2007 la població en edat de treballar era de 89 persones, 66 eren actives i 23 eren inactives. De les 66 persones actives 64 estaven ocupades (37 homes i 27 dones) i 2 estaven aturades (1 home i 1 dona). De les 23 persones inactives 7 estaven jubilades, 5 estaven estudiant i 11 estaven classificades com a «altres inactius».

### Ingressos
El 2009 a Avreuil hi havia 66 unitats fiscals que integraven 151,5 persones, la mediana anual d'ingressos fiscals per persona era de 15.666 €.

### Activitats econòmiques
Dels 4 establiments que hi havia el 2007, 2 eren d'empreses de comerç i reparació d'automòbils, 1 d'una empresa de transport i 1 d'una empresa de serveis.
L'any 2000 a Avreuil hi havia 8 explotacions agrícoles que ocupaven un total de 1.000 hectàrees.

## Poblacions més properes
El següent diagrama mostra les poblacions més properes.